# Syzygium rhopalanthum
Syzygium rhopalanthum là một loài thực vật có hoa trong Họ Đào kim nương. Loài này được Schltr. miêu tả khoa học đầu tiên năm 1906.